# Rue de Waremme
La rue de Waremme est une rue de la ville de Liège (Belgique) située dans les  quartiers de Saint-Laurent et Burenville. Elle se termine par un escalier.

## Odonymie
La rue se réfère à Waremme, ville principale de la Hesbaye liégeoise et ancienne bonne ville de la principauté de Liège.

## Historique
La rue a été percée en 1873 sur des terrains qui appartenaient à l'abbaye de Saint-Laurent.

## Situation et description
La voirie pavée et rectiligne mesure environ 147 mètres relie la rue du Général Bertrand à la rue de Fexhe par une légère descente. Une voie plus étroite (largeur d'environ 4 mètres) prolonge la voirie en se dirigeant vers la rue Dehin. Les derniers mètres avant la rue Dehin sont gravis par un escalier d'une cinquantaine de marches comprenant une rambarde centrale. La rue applique un sens unique de circulation automobile dans le sens Général Bertrand-Fexhe.

## Architecture
Les immeubles d'habitation des numéros 3 à 29 et 6 à 28 construits en brique possèdent chacun un jardinet grillagé placé à l'avant des façades.

## Voies adjacentes
- Rue du Général Bertrand
- Rue de Fexhe
- Rue Dehin

### Source et bibliographie
- Yannik Delairesse et Michel Elsdorf, Le nouveau livre des rues de Liège, Liège, Noir Dessin Production, 2008, 512 p. (ISBN 978-2-87351-143-2 et 2-87351-143-5, présentation en ligne), page 422